# Alejandro Vidal
Alejandro Vidal Arellano (? de 1897 – data de morte desconhecida) foi um ciclista chileno que participou em dois eventos nos Jogos Olímpicos de Paris 1924 e um em Amsterdã 1928.